# María del Carmen Aguilar
María del Carmen Aguilar (Buenos Aires, 22 de febrero de 1945) es una cantante, y pedagoga argentina. En 2019 recibió el Premio Konex de Platino por su labor como pedagoga de la década.

## Trayectoria profesional
Aguilar estudió arquitectura en la Universidad de Buenos Aires. Dictó cursos de análisis musical para profesores de música, músicos y compositores en escuelas de música y universidades de Argentina, Brasil, España, México, Noruega y Uruguay. Ha publicado trabajos sobre la enseñanza y el análisis de la música y la dirección coral. Integró la Comisión "Education of the Professional Musician" de la ISME (International Society for Music Education) entre 1990 y 1996.
Preside la ONG de Redes Musicales Asociación Civil, entidad dedicada a la organización de cursos de perfeccionamiento para músicos y docentes, la creación de redes para la difusión de la educación musical y el uso de las nuevas tecnologías en la enseñanza de la música. Es profesora de Análisis Musical, Audioperceptiva y Lectoescritura Musical. Participó como cantante y asistente de dirección del Estudio Coral de Buenos Aires,  coro de cámara argentino bajo la dirección de Carlos López Puccio. Este grupo realizó en 1996 una gira por Alemania, Bélgica, España y Francia, participó en el Festival de Marktoberdorf, Alemania en 2008 y recibió dos Premios Konex (1999 y 2009).

## Publicaciones
- 1978: Método para leer y escribir música a partir de la percepción. Buenos Aires: Edición de Autor. 421 páginas. 17a edición: 2021.[6]
- 1986: 12 canciones populares americanas (para coros principiantes). Cuadernos I, II, III y IV. Buenos Aires: Ricordi, 1986.
- 1986 y 1988: Propuesta para una metodología de análisis rítmico (con el compositor Francisco Kröpfl). Trabajo presentado en el Simposio de Análisis Musical, II Jornadas de Musicología, Buenos Aires (Instituto Nacional de Musicología) 1986.
  - Buenos Aires: Departamento de Música, Sonido e Imagen del Centro Cultural Ciudad de Buenos Aires, 1988.
- 1990: Estructuras de la sintaxis musical. Buenos Aires: Departamento de Música, Sonido e Imagen del Centro Cultural Recoleta.
  - Buenos Aires: Facultad de Filosofía y Letras (Universidad de Buenos Aires), segunda edición, 1997.
- 1991: Folklore para armar. Buenos Aires: Ediciones Culturales Argentinas, 1991. Reeditado por la autora en 2016.
- 1995: Introducción al lenguaje musical. Buenos Aires: Facultad de Filosofía y Letras, Universidad de Buenos Aires (serie Fichas de Cátedra), 1995.
- 1996: Análisis de obras corales. Buenos Aires: edición de la autora, 1996.
- 1998: Lecturas complementarias al «Metodo para leer y escribir música a partir de la percepción» (selección de trabajos de alumnos). Serie de tres volúmenes, reeditada en 2021.
  - Volumen I: Melodías atonales.
  - Volumen II: Escala por tonos.
  - Volumen III: Melodías modales. Buenos Aires: edición de la autora, 1998.
- 1998: Cantar en armonía. Arreglos vocales para coros principiantes, cuatro series de varios volúmenes cada una.
  - Serie I (3 volúmenes), para dos voces iguales.
  - Serie II (3 volúmenes), para dos voces mixtas.
  - Serie III (7 volúmenes), para tres voces mixtas (S-A-B).
  - Serie IV (2 volúmenes) para tres voces mixtas, con guitarra. Buenos Aires: edición de la autora, 1998.
- 1999: Análisis auditivo de la música. Sistematizacion de una experiencia de cátedra y su transferencia a otras áreas educativas. Extractos del informe final del trabajo de investigación del mismo título. Buenos Aires: edición de los autores.
- 1999: Cinco canciones folclóricas. Arreglos para coro a cuatro voces. Buenos Aires: edición de la autora, 1999.
- 2000: El taller coral. Buenos Aires: edición de la autora. Reeditado en 2012.[7]
- 2002: Aprender a escuchar música. Editorial Antonio Machado, Madrid.
- 2008: El libro del maestro. Buenos Aires: Edición de la autora. Reeditado en 2015.
- 2009: Aprender a escuchar. Buenos Aires: Edición de la autora. Reeditado en 2016-
- 2015: '`Formas en el tiempo. Buenos Aires: Edición de la autora.
- 2016 a 2021: Colección Formas Musicales. Análisis de obras clásicas en 36 volúmenes. Buenos Aires: Edición de la autora.
  - Volumen 1: BACH 1. Invenciones a dos voces.
  - Volumen 2: BACH 2. Preludios y Fugas
  - Volumen 3: BACH 3. Obras para cuerdas
  - Volumen 4: BACH $: Obras para flauta
  - Volumen 5, 6 y 7: HAYDN 1, 2, 3: Cuartetos de cuerdas
  - Volumen 8, 9 y 10: MOZART 1, 2, 3: Sonatas para piano
  - Volumen 11: MOZART 4: Sonatas para violín y piano
  - Volumen 12: MOZART 5: Tríos
  - Volumen 13 y 14: MOZART 6 Y 7: Cuartetos de cuerdas
  - Volumen 15: MOZART 8: Obras de cámara
  - Volumen 16 y 17: BEETHOVEN 1 y 2: Sonatas para piano
  - Volumen 18: BEETHOVEN 3: Sonatas para violín y piano
  - Volumen 19: BEETHOVEN 4: Sonatas para cello y piano
  - Volumen 20: BEETHOVEN 5: Tríos
  - Volumen 21 y 22 BEETHOVEN 6 y 7: Cuartetos de cuerdas
  - Volumen 23: BEETHOVEN 8: Sinfonías 5 y 7, Concierto para violín
  - Volumen 24: BRAHMS 1: Sonatas pata violín y piano

## Premios
- 2019: Premio Konex de Platino en Música Clásica en la categoría Pedagogía.